# موكيلتو (واشنطن)

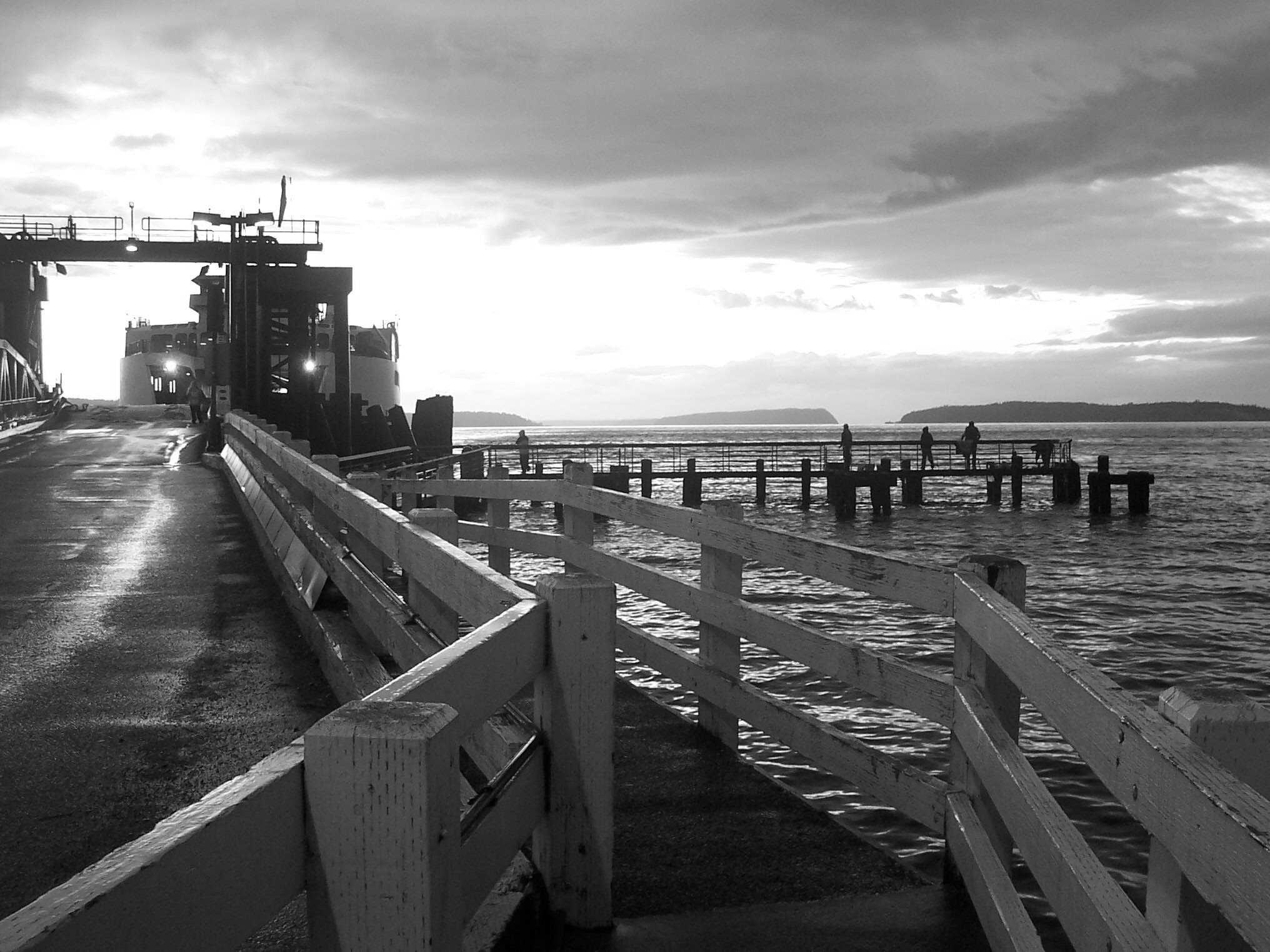
The Whidbey Island Ferry terminal in Mukilteo, Washington

موكيلتو (بالإنجليزية: Mukilteo)‏، (/ˌmʌkəlˈtiːoʊ/ MUK-əl-TEE-oh)، هي إحدى مدن ولاية واشنطن في الولايات المتحدة الأمريكية.

## التركيبة السكانية
قام مكتب تعداد الولايات المتحدة بتحديد بيانات التركيبة السكانية لموكيلتو في تعداد الولايات المتحدة. في ما يلي، التركيبة السكانية حسب تعدادي 2000 و2010.

### تعداد عام 2000
بلغ عدد سكان موكيلتو 18,019 نسمة بحسب تعداد عام 2000، وبلغ عدد الأسر 6,759 أسرة وعدد العائلات 4,981 عائلة مقيمة في المدينة.
وتوزع التركيب العرقي للمدينة بنسبة 2.90% من الهسبانيون أو اللاتينيون من أي عرق.
بلغ عدد الأسر 6,759 أسرة كانت نسبة 40.1% منها لديها أطفال تحت سن الثامنة عشر تعيش معهم، وبلغت نسبة الأزواج القاطنين مع بعضهم البعض 61.8% من أصل المجموع الكلي للأسر، ونسبة 8.6% من الأسر كان لديها معيلات من الإناث دون وجود شريك، وكانت نسبة 26.3% من غير العائلات. تألفت نسبة 19.8% من أصل جميع الأسر من أفراد ونسبة 3.0% كانوا يعيش معهم شخص وحيد يبلغ من العمر 65 عاماً فما فوق. وبلغ متوسط حجم الأسرة المعيشية 3.10، أما متوسط حجم العائلات فبلغ 2.66.
بلغ العمر الوسطي للسكان 36 عاماً. وكانت نسبة 7.6% بين الثامنة عشرة والأربعة وعشرين عاماً، ونسبة 31.4% كانت واقعةً في الفئة العمرية ما بين الخامسة والعشرين والأربعة وأربعين عاماً، ونسبة 26.2% كانت ما بين الخامسة والأربعين والرابعة والستين، ونسبة 6.6% كانت ضمن فئة الخامسة والستين عاماً فما فوق. يوجد لكل 100 أنثى 98.6 ذكر، ويوجد لكل 100 أنثى في الثامنة عشر من عمرها فما فوق 96.5 ذكر.

### تعداد عام 2010
بلغ عدد سكان موكيلتو 20,254 نسمة بحسب تعداد عام 2010، وبلغ عدد الأسر 8,057 أسرة وعدد العائلات 5,660 عائلة مقيمة في المدينة. في حين سجلت الكثافة السكانية 3,164.7 نسمة لكل ميل مربع (1,221.9/كم2). وبلغ عدد الوحدات السكنية 8,547 وحدة بمتوسط كثافة قدره 1,335.5 لكل ميل مربع (515.6/كم2).
وتوزع التركيب العرقي للمدينة بنسبة 4.4% من الهسبانيون أو اللاتينيون من أي عرق.
بلغ عدد الأسر 8,057 أسرة كانت نسبة 34.1% منها لديها أطفال تحت سن الثامنة عشر تعيش معهم، وبلغت نسبة الأزواج القاطنين مع بعضهم البعض 57.9% من أصل المجموع الكلي للأسر، ونسبة 8.9% من الأسر كان لديها معيلات من الإناث دون وجود شريك، بينما كانت نسبة 3.5% من الأسر لديها معيلون من الذكور دون وجود شريكة وكانت نسبة 29.8% من غير العائلات. تألفت نسبة 23.9% من أصل جميع الأسر من أفراد ونسبة 5.7% كانوا يعيش معهم شخص وحيد يبلغ من العمر 65 عاماً فما فوق. وبلغ متوسط حجم الأسرة المعيشية 3.00، أما متوسط حجم العائلات فبلغ 2.51.
بلغ العمر الوسطي للسكان 41.8 عاماً. وكانت نسبة 23.2% من القاطنين تحت سن الثامنة عشر، وكانت نسبة 7.9% بين الثامنة عشرة والأربعة وعشرين عاماً، ونسبة 23.9% كانت واقعةً في الفئة العمرية ما بين الخامسة والعشرين والأربعة وأربعين عاماً، ونسبة 34.5% كانت ما بين الخامسة والأربعين والرابعة والستين، ونسبة 10.6% كانت ضمن فئة الخامسة والستين عاماً فما فوق. وتوزع التركيب الجنسي للسكان بنسبة 50.2% ذكور و49.8% إناث.

## مزيد من القراءة
- Seattle Times, "Mukilteo Annexes Harbour Pointe", Lobos, March 26, 1991
- "Mukilteo to get bigger", Carr, July 22, 2008
- "Firefighters' union objects to proposed Mukilteo annexation", Sheets, December 22, 2008